# Joanna Newsom

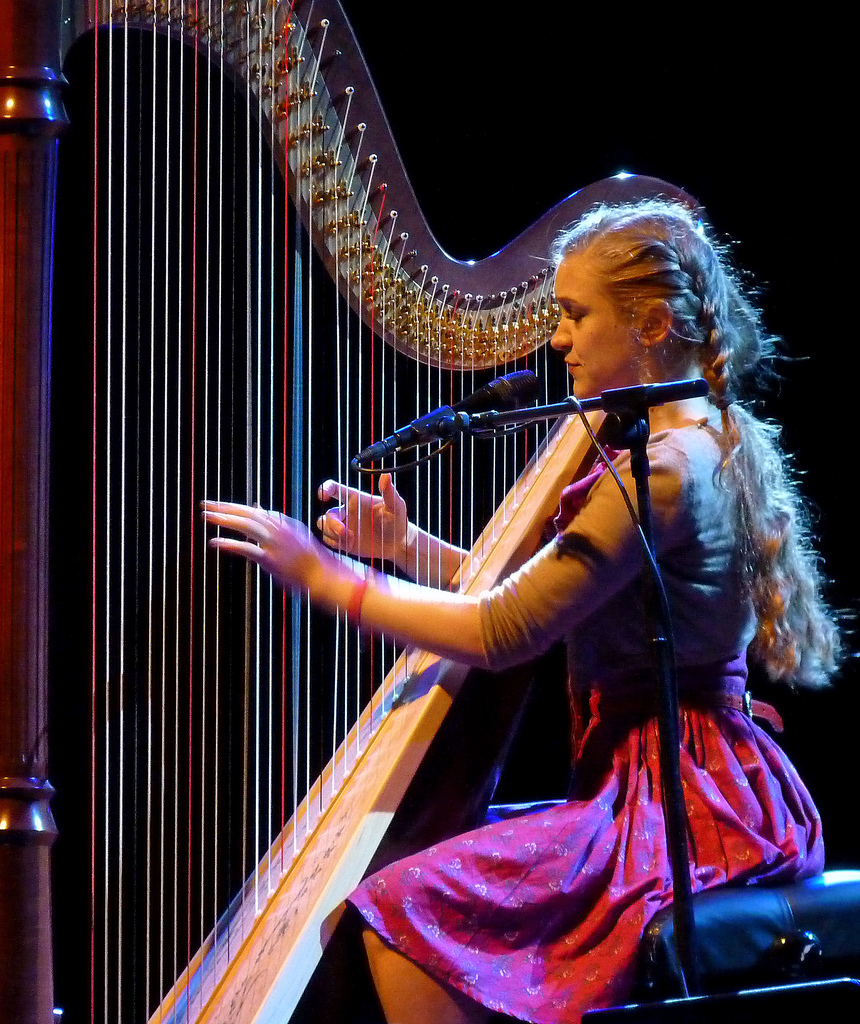
Joanna Newsom al festival End of the Road, el 2011

Joanna Newsom (Grass Valley, Califòrnia, 18 de gener de 1982) és una compositora, multiinstrumentista i cantant estatunidenca. Ha publicat quatre àlbums d'estudi i ha participat en cinema i televisió.

## Infància i joventut
Joanna Newsom es va criar a Nevada City amb els seus pares i els seus dos germans. Va assistir a classes de piano i d'arpa.
Més tard, va assistir a Mills College (Oakland, Califòrnia) per estudiar composició i escriptura creativa. No obstant, va deixar els estudis per dedicar-se completament a la seva carrera musical.

## Obra
Walnut Whales i Yarn and Glue són els primers EPs de Joanna Newsom, enregistrats per ella mateixa. Una d'aquestes gravacions va arribar a mans de Will Oldham qui, al seu torn, les va fer arribar a la discogràfica, Drag City.
The Milk-Eyed Mender és el seu primer àlbum d'estudi publicat amb la discogràfica Drag City, l'any 2004.
L'any 2006, publica Ys, el seu segon LP amb la mateixa discogràfica, on compta amb la col·laboració de Van Dyke Parks pels arranjaments orquestrals.
Have One On Me és el tercer LP publicat amb Drag City, l'any 2010. Es tracta d'un triple àlbum, el més llarg de la seva carrera.
Divers és el quart àlbum d'estudi de Joanna Newsom, publicat l'any 2012.

## Estil i influències
L'estil musical de Joanna Newsom és molt personal. Va seguir una formació clàssica i va aprendre a tocar a la manera de l'arpa cèltica. La seva professora li va descobrir les polirítmies de la tradició de l'Àfrica occidental, la influencia de les quals s'aprecia en les seves primeres composicions.
En tots els seus àlbums combina l'arpa i el piano. A partir del segon àlbum, les seves composicions són més complexes i incorporen més instruments.
Pel que fa a l'estil de cant, Joanna Newsom no va rebre cap formació al respecte. Sovint, els crítics assenyalen la seva veu com èlfica o infantil.
Quant a les seves influències, Joanna Newsom ha indicat que artistes com Texas Gladen, Billie Holiday i Karen Dalton han sigut de gran importància per les seves veus, que surten fora de l'habitual. També assenyala com a influència Fleetwod Mac.
Pel que fa a la seva vessant com a lletrista, els escriptors que més l'han influenciat són Faulkner i Nabokov.

## Interpretació
Al llarg de la seva carrera, Newsom ha fet breus incursions al món del cinema i la televisió. Ha aparegut al videoclip de la cançò "Kids" del grup MGMT, a la sèrie Portlàndia i a la pel·lícula Inherent Vice de Paul Thomas Anderson.

## Discografia

### EPs
- Walnut Whales (2002)
- Yarn and Glue (2003)
- Joanna Newsom and the Ys Street Band (2007)

### Àlbums
- The Milk-Eyed Mender (2004)
- Ys (2006)
- Have one on me (2010)
- Divers (2015)

## Filmografia
| Any  | Títol                              | Rol                | Notes                | Ref.  |
| ---- | ---------------------------------- | ------------------ | -------------------- | ----- |
| 2008 | The Sky Crawlers                   |                    | Veu (Versió anglesa) | [ 7 ] |
| 2009 | MGMT - Kids                        | Mare               |                      | [ 8 ] |
| 2012 | Portlandia                         | Arpista            | 1 episodi            | [ 7 ] |
| 2014 | Inherent Vice                      | Sortilège          |                      | [ 7 ] |
| 2016 | Popstar: Never Stop Never Stopping | Doctora Steam Punk |                      | [ 9 ] |